# 36. ceremonia wręczenia Złotych Globów
Złote Globy za 1978 rok odbyły się 27 stycznia 1979 r. w Beverly Hilton Hotel w Los Angeles.
Nagrodę im. Cecila DeMille za całokształt twórczości otrzymała Lucille Ball.
Nagrodę Henrietty dla najbardziej popularnych aktorów otrzymali John Travolta i Jane Fonda.
Laureaci:

## Kino

### Najlepszy film dramatyczny
Midnight Express, reż. Alan Parker

nominacje:
- Powrót do domu, reż. Hal Ashby
- Niebiańskie dni, reż. Terrence Malick
- Łowca jeleni, reż. Michael Cimino
- Niezamężna kobieta, reż. Paul Mazursky

### Najlepsza komedia lub musical
Niebiosa mogą zaczekać, reż. Warren Beatty

nominacje:
- Suita kalifornijska, reż. Herbert Ross
- Nieczyste zagranie, reż. Colin Higgins
- Grease, reż. Randal Kleiser
- Ale kino!, reż. Stanley Donen

### Najlepszy aktor dramatyczny
Jon Voight – Powrót do domu

nominacje:
- Gregory Peck – Chłopcy z Brazylii
- Robert De Niro – Łowca jeleni
- Anthony Hopkins – Magia
- Brad Davis – Midnight Express

### Najlepsza aktorka dramatyczna
Jane Fonda – Powrót do domu

nominacje:
- Ingrid Bergman – Jesienna sonata
- Geraldine Page – Wnętrza
- Glenda Jackson – Stevie
- Jill Clayburgh – Niezamężna kobieta

### Najlepszy aktor w komedii lub musicalu
Warren Beatty – Niebiosa mogą zaczekać

nominacje:
- Gary Busey – The Buddy Holly Story
- Chevy Chase – Nieczyste zagranie
- John Travolta – Grease
- George C. Scott – Ale kino!
- Alan Alda – Za rok o tej samej porze

### Najlepsza aktorka w komedii lub musicalu
- Maggie Smith – Suita kalifornijska
- Ellen Burstyn – Za rok o tej samej porze

nominacje:
- Goldie Hawn – Nieczyste zagranie
- Olivia Newton-John – Grease
- Jacqueline Bisset – Kto wykańcza europejską kuchnię?

### Najlepszy aktor drugoplanowy
John Hurt – Midnight Express

nominacje:
- Bruce Dern – Powrót do domu
- Christopher Walken – Łowca jeleni
- Dudley Moore – Nieczyste zagranie
- Robert Morley – Kto wykańcza europejską kuchnię?

### Najlepsza aktorka drugoplanowa
Dyan Cannon – Niebiosa mogą zaczekać

nominacje:
- Meryl Streep – Łowca jeleni
- Maureen Stapleton – Wnętrza
- Mona Washbourne – Stevie
- Carol Burnett – Dzień weselny

### Najlepsza reżyseria
Michael Cimino – Łowca jeleni

nominacje:
- Hal Ashby – Powrót do domu
- Terrence Malick – Niebiańskie dni
- Woody Allen – Wnętrza
- Alan Parker – Midnight Express
- Paul Mazursky – Niezamężna kobieta

### Najlepszy scenariusz
Oliver Stone – Midnight Express

nominacje:
- Waldo Salt i Robert C. Jones – Powrót do domu
- Deric Washburn – Łowca jeleni
- Colin Higgins – Nieczyste zagranie
- Woody Allen – Wnętrza
- Paul Mazursky – Niezamężna kobieta

### Najlepsza muzyka
Giorgio Moroder – Midnight Express

nominacje:
- Chuck Mangione – Dzieci Sancheza
- Leonard Rosenman – Władca Pierścieni
- John Williams – Superman
- Bill Conti – Niezamężna kobieta

### Najlepsza piosenka
„Last Dance” – Dzięki Bogu już piątek – muzyka i słowa: Paul Jabara

nominacje:
- „Ready to Take a Chance Again” – Nieczyste zagranie – muzyka: Charles Fox; słowa: Norman Gimbel
- „You’re the One that I Want” – Grease – muzyka i słowa: John Farrar
- „Grease” – Grease – muzyka i słowa: Barry Gibb
- „The Last Time I Felt Like This” – Za rok o tej samej porze – muzyka; Marvin Hamlisch; słowa: Alan Bergman i Marilyn Bergman

### Najlepszy film zagraniczny
Jesienna sonata, reż. Ingmar Bergman  Szwecja

nominacje:
- Śmierć na Nilu, reż. John Guillermin  Anglia
- Dona Flor i jej dwóch mężów, reż. Bruno Barreto  Brazylia
- Lody na patyku, reż. Bo’az Dawidson  Izrael
- Krzyk kobiet, reż. Jules Dassin  Grecja
- Przygotujcie chusteczki, reż. Bertrand Blier  Francja

### Najlepszy debiut – aktor
Brad Davis – Midnight Express

nominacje:
- Andrew Stevens – Kompania marines C
- Chevy Chase – Nieczyste zagranie
- Eric Roberts – Król Cyganów
- Harry Hamlin – Ale kino!
- Doug McKeon – Uncle Joe Shannon

### Najlepszy debiut – aktorka
Irene Miracle – Midnight Express

nominacje:
- Annie Potts – Corvette Summer
- Anita Skinner – Girlfriends
- Mary Steenburgen – Idąc na południe
- Anne Ditchburn – Slow Dancing in the Big City